# Landkreis Aschaffenburg
Der Landkreis Aschaffenburg (Ausspracheⓘ) liegt im äußersten Nordwesten des bayerischen Regierungsbezirks Unterfranken in der Region Bayerischer Untermain. Er ist der bevölkerungsreichste Landkreis in Unterfranken und nach Ansbach der bevölkerungsreichste in Franken.

## Geographie

### Lage
Das Kreisgebiet umfasst im Westen die Mainniederung, im Norden den Kahlgrund und reicht im Osten bis in die Höhenlagen des Spessarts. Im Rohrbrunner Forst hat der Landkreis Anteil am Geiersberg (586 m ü. NN), dem höchsten Spessartgipfel. Über 200 km² des Kreisgebietes sind gemeindefreie Forstgebiete. Der Main bildet teilweise die Grenze zu Hessen. Zwei Gemeinden im Südwesten liegen links und westlich des Mains, Stockstadt und Großostheim. Hier hat der Landkreis einen kleinen Anteil am nordöstlichen Rand des Odenwaldes. In der Gemarkung Wenigumstadt erreicht der Odenwald eine Höhe von 280 Meter. An der Einmündung der Kahl in den Main liegt auf einer Höhe von etwa 102 Meter der niedrigste Punkt des Landkreises und des gesamten Freistaats. Südlich davon befindet sich im Karlsteiner Ortsteil Großwelzheim der westlichste Punkt von Bayern.

### Nachbarkreise
Der Landkreis grenzt im Uhrzeigersinn im Westen beginnend an die Landkreise Darmstadt-Dieburg, Offenbach und Main-Kinzig-Kreis (alle in Hessen), an die Landkreise Main-Spessart und Miltenberg sowie an die kreisfreie Stadt Aschaffenburg (alle in Bayern).

## Geschichte

### Herrschaftsgericht und Landgerichte
Das Gebiet des heutigen Landkreises Aschaffenburg gehörte vor 1800 überwiegend zum Erzstift Mainz, erst 1814 bzw. 1816 kam es an Bayern. Mit Verfügung vom 1. Oktober 1814 wurden die Landgerichte zweiter Klasse Aschaffenburg, Kaltenberg und Rothenbuch sowie das Herrschaftsgericht erster Klasse des Grafen von Schönborn zu Krombach errichtet. 1815 wurde Aschaffenburg eine kreisunmittelbare Stadt. Mit Verfügung vom 1. November 1816 entstand das Landgericht Alzenau, nachdem dieses vormals hessische Amt an Bayern gekommen war. Nach den Entschließungen vom 30. Juni 1828 sowie vom 8. und 14. Januar 1829 wurde das Landgericht Kaltenberg aufgelöst und sein Gebiet auf die Landgerichte Aschaffenburg und Alzenau und das Herrschaftsgericht Krombach aufgeteilt. Alle Gerichtsbezirke gehörten zum Untermainkreis bzw. ab 1838 zum Regierungsbezirk Unterfranken und Aschaffenburg. Am 4. Juni 1848 wurde das Herrschaftsgericht Krombach aufgehoben. 1858 das Landgericht Schöllkrippen gebildet.

### Bezirksämter

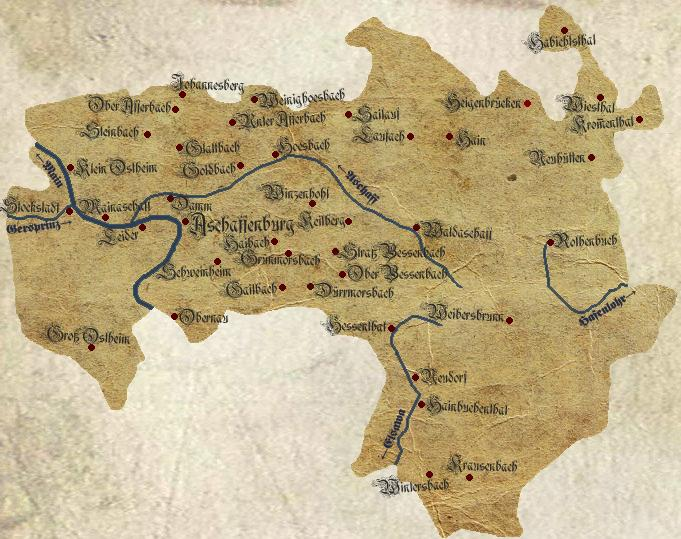
Verwaltungsgebiet des Bezirksamtes Aschaffenburg und die kreisunmittelbare Stadt Aschaffenburg um 1875

Das Bezirksamt Aschaffenburg wurde im Jahr 1862 durch den Zusammenschluss der Landgerichte älterer Ordnung Aschaffenburg und Rothenbuch gebildet. Ebenso wurden die Landgerichte Alzenau und Schöllkrippen zum Bezirksamt Alzenau zusammengefasst.
Anlässlich der Reform des Zuschnitts der bayerischen Bezirksämter trat das Bezirksamt Aschaffenburg am 1. Januar 1880 die Gemeinden Habichsthal, Krommenthal, Neuhütten, Rothenbuch und Wiesthal an das Bezirksamt Lohr am Main ab.
Im Jahr 1901 wurde die Stadt Aschaffenburg zu Lasten des Bezirksamtes vergrößert: am 1. März um die Gemeinde Leider und am 1. Juli um die Gemeinde Damm.

### Landkreise
Am 1. Januar 1939 wurde wie überall im Deutschen Reich die Bezeichnung Landkreis eingeführt. So wurden aus den Bezirksämtern die Landkreise Alzenau i.UFr. und Aschaffenburg.

### Landkreis Aschaffenburg
Am 1. April 1939 trat der Landkreis die Gemeinde Schweinheim an die kreisfreie Stadt Aschaffenburg ab.
Im Zuge der Gebietsreform in Bayern wurden am 1. Juli 1972 die Landkreise Aschaffenburg und Alzenau in Unterfranken sowie die Gemeinde Rothenbuch aus dem ehemaligen Landkreis Lohr am Main und die Gemeinden Pflaumheim und Wenigumstadt aus dem ebenfalls aufgelösten Landkreis Obernburg zum neuen Landkreis Aschaffenburg vereinigt. Aschaffenburg blieb eine kreisfreie Stadt und wurde Sitz des neuen Landkreises.
Am 1. April 1975 trat der Landkreis die Gemeinde Gailbach an die kreisfreie Stadt Aschaffenburg ab, am 1. Mai 1978 folgte Obernau.
Am 1. Juli 1976 trat der Landkreis Main-Spessart die Gemeinde Wiesen an den Landkreis Aschaffenburg ab.

### Einwohnerentwicklung

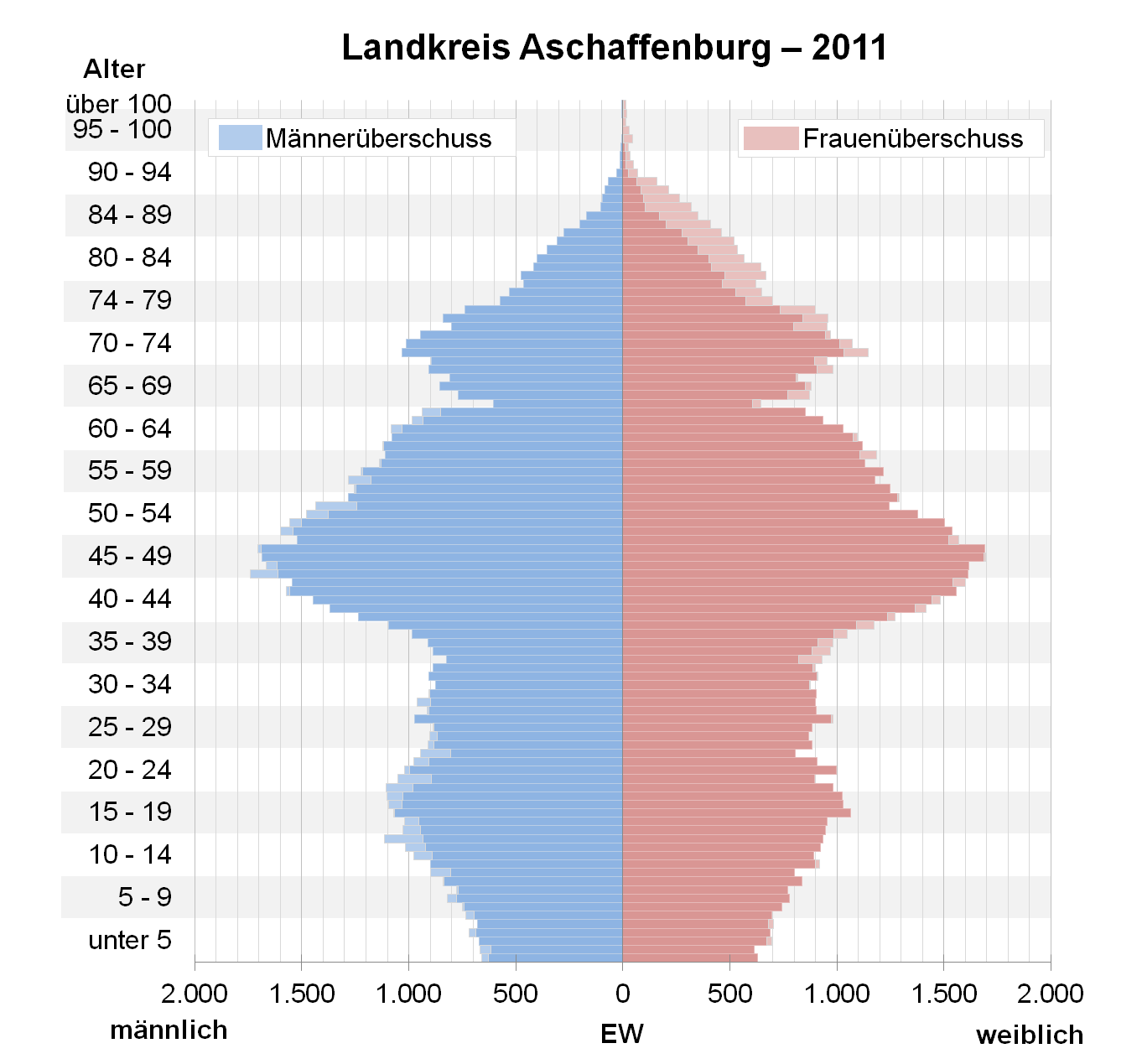
Bevölkerungspyramide für den Kreis Aschaffenburg (Datenquelle: Zensus 2011.)

Von 1988 bis 2008 wuchs der Landkreis um knapp 19.000 Einwohner bzw. um rund 12 %. Seit 2005 ist die Tendenz nach einem Höchststand von rd. 175.500 Einwohnern rückläufig.
Im Zeitraum 1988 bis 2018 stieg die Einwohnerzahl des Landkreises von 154.828 auf 174.208 um 19.380 Einwohner bzw. um 12,5 %. Die höchsten Zuwächse verzeichneten Gemeinden im Umland von Aschaffenburg, während im Osten des Landkreises im Spessart einige Gemeinden auch deutliche Verluste hatten.
Die nachfolgenden Zahlen beziehen sich auf den Gebietsstand vom 25. Mai 1987.
| Bevölkerungsentwicklung | Bevölkerungsentwicklung | Bevölkerungsentwicklung | Bevölkerungsentwicklung | Bevölkerungsentwicklung | Bevölkerungsentwicklung | Bevölkerungsentwicklung | Bevölkerungsentwicklung | Bevölkerungsentwicklung | Bevölkerungsentwicklung | Bevölkerungsentwicklung | Bevölkerungsentwicklung | Bevölkerungsentwicklung | Bevölkerungsentwicklung | Bevölkerungsentwicklung |
| ----------------------- | ----------------------- | ----------------------- | ----------------------- | ----------------------- | ----------------------- | ----------------------- | ----------------------- | ----------------------- | ----------------------- | ----------------------- | ----------------------- | ----------------------- | ----------------------- | ----------------------- |
| Jahr                    | 1840                    | 1900                    | 1939                    | 1950                    | 1961                    | 1970                    | 1987                    | 1991                    | 1995                    | 2000                    | 2005                    | 2010                    | 2015                    | 2020                    |
| Einwohner               | 46.113                  | 52.069                  | 79.835                  | 102.706                 | 116.777                 | 140.733                 | 152.367                 | 163.830                 | 170.565                 | 173.915                 | 174.974                 | 172.667                 | 173.695                 | 174.658                 |

## Politik

### Kreistag
Das Ergebnis der Kreistagswahl am 15. März 2020 ist in den Diagrammen dargestellt:
| Kreistagswahl 2020Wahlbeteiligung: 61,0 % (+5,1 %) %403020100 39,717,814,613,46,43,92,61,4 CSUGrüneFWSPDAfDFDPNMgLinkeGewinne und Verlusteim Vergleich zu 2014 %p 8 6 4 2 0 −2 −4 −6 −8−10−7,8+5,9+1,7−8,2+6,4+0,5−0,5+1,4CSUGrüneFWSPDAfDFDPNMLinkeAnmerkungen:g Neue Mitte | Sitzverteilung im Kreistag Aschaffenburg seit 2020Insgesamt 70 Sitze - Linke: 1 - SPD: 9 - Grüne: 13 - Neue Mitte: 2 - FW: 10 - FDP: 3 - CSU: 28 - AfD: 4 |

| Parteien und Wählergemeinschaften | Parteien und Wählergemeinschaften  | 2020   | 2020   | 2014   | 2014   | 2008*  | 2008*  | 2002   | 2002   | 1996   | 1996   |
| Parteien und Wählergemeinschaften | Parteien und Wählergemeinschaften  | %      | Sitze  | %      | Sitze  | %      | Sitze  | %      | Sitze  | %      | Sitze  |
| --------------------------------- | ---------------------------------- | ------ | ------ | ------ | ------ | ------ | ------ | ------ | ------ | ------ | ------ |
| CSU                               | Christlich-Soziale Union in Bayern | 39,7   | 28     | 47,5   | 34     | 47,8   | 35     | 51,2   | 37     | 49,3   | 35     |
| Grüne                             | Grüne Bayern                       | 17,9   | 13     | 11,4   | 08     | 9,1    | 06     | 6,3    | 04     | 9,5    | 06     |
| FW                                | Freie Wähler Bayern                | 14,6   | 10     | 12,9   | 09     | 12,3   | 08     | 11,1   | 08     | 11,0   | 08     |
| SPD                               | SPD Bayern                         | 13,4   | 09     | 21,6   | 15     | 22,1   | 16     | 24,1   | 17     | 26,3   | 19     |
| AfD                               | AfD Bayern                         | 6,4    | 04     | 0–     | 0–     | 0–     | 0–     | 0–     | 0–     | 0–     | 0–     |
| FDP                               | FDP Bayern                         | 3,9    | 03     | 3,4    | 02     | 4,1    | 03     | 3,6    | 02     | 2,3    | 01     |
| NM                                | Neue Mitte                         | 2,6    | 02     | 3,1    | 02     | 1,9    | 01     | 1,7    | 01     | 0–     | 0–     |
| Linke                             | Die Linke Bayern                   | 1,4    | 01     | 0–     | 0–     | 0–     | 0–     | 0–     | 0–     | 0–     | 0–     |
| REP                               | Die Republikaner                   | 0–     | 0–     | 0–     | 0–     | 2,5    | 01     | 2,1    | 01     | 1,7    | 01     |
| gesamt                            | gesamt                             | 99,9   | 70     | 99,9   | 70     | 99,8   | 70     | 100,1  | 70     | 100,1  | 70     |
| Wahlbeteiligung                   | Wahlbeteiligung                    | 61,0 % | 61,0 % | 54,9 % | 54,9 % | 62,8 % | 62,8 % | 63,2 % | 63,2 % | 68,3 % | 68,3 % |

* Constanze Roth, ehemalige Sprecherin der Grünen Jugend Bayern, trat kurz nach der Wahl bei der Grünen Jugend aus und wechselte zu den Jungen Liberalen. Sie nahm ihr Mandat in die FDP-Fraktion mit. Die Fraktionsstärke bei den Grünen änderte sich dadurch von 6 auf 5, während sie bei der FDP von 3 auf 4 anwuchs.

### Bezirksamtmänner (bis 1938) und Landräte (ab 1939)
- 1909–1919 Johann von Pokrzwnicki
- 1919–1931 Jakob Groß
- 1931–1938 Karl Reuter
- 1939–1945 Edwin Joerges

Seit 1945 stellte die CSU ununterbrochen den Landrat.
- 1945–1947: Hanns Seidel (CSU)
- 1947–1952: Alfons Goppel (CSU)
- 1952–30. Juni 1972: Josef Kerpes (CSU)
- 1. Juli 1972–30. April 2002: Roland Eller (CSU)
- 1. Mai 2002–30. April 2020:  Ulrich Reuter (CSU)
- seit 1. Mai 2020: Alexander Legler (CSU)

Bei der Kommunalwahl 2020 wurde Alexander Legler (CSU) mit 58,3 Prozent der gültigen Stimmen zum Landrat gewählt. Er löste damit Ulrich Reuter (CSU) ab, der nicht mehr kandidierte.

### Wappen
| Wappen des Landkreises Aschaffenburg | Blasonierung: „Unter silbernem Schildhaupt, darin zwei grüne Eichenblätter mit einer grünen Eichel, gespalten von Rot und Blau; vorne ein sechsspeichiges silbernes Rad, hinten ein mit drei blauen Ringen belegter silberner Schräglinksbalken.“ |
| Wappen des Landkreises Aschaffenburg | Wappenbegründung: Das Mainzer Rad steht für das Erzbistum Kurmainz, zu dem das Aschaffenburger Land seit dem Mittelalter gehört hatte. Die Ringe waren das Symbol der Herren Echter, die u. a. das Schloss Mespelbrunn bauten. Der Eichenzweig versinnbildlicht den waldreichen Spessart, an dem der Kreis Anteil hat. Das Wappen wurde zunächst 1967 und erneut am 14. November 1974 verliehen. |

## Wirtschaft und Infrastruktur

### Verkehr

#### Straßenverkehr
Durch den Landkreis verlaufen die Bundesautobahnen A 3 und A 45 sowie die Bundesstraßen B 8 und B 26.

#### Schienenverkehr
Die Bayerischen Staatseisenbahnen führen seit 1854 von Würzburg die Strecke über den Spessart nach Aschaffenburg, von dort bauten sie die Strecke bis zur Landesgrenze bei Kahl weiter. Dieser Abschnitt wurde zusammen mit der anschließenden Strecke nach Frankfurt von der Frankfurt-Hanauer Eisenbahn-Gesellschaft betrieben (siehe Bahnstrecke Frankfurt Süd–Aschaffenburg). 1858 nahm die HLB auch den Betrieb von Aschaffenburg zur hessischen Residenzstadt Darmstadt auf.
Die Bayerischen Staatseisenbahnen nahmen ab Aschaffenburg folgende Nebenbahnen in Betrieb:
1876 über Obernburg-Elsenfeld nach Miltenberg. Am 10. Januar 1910 wurde vom Bahnhof Obernburg-Elsenfeld eine Bahnstrecke nach Heimbuchenthal in den Spessart eröffnet, die ab dem Bahnhof Wintersbach bis zum Endbahnhof Heimbuchenthal ca. 3 km im Bereich des Kreisgebietes verlief. Ab 1911/12 ging die Strecke Aschaffenburg–Höchst in Betrieb.
Eine besondere Bedeutung für den Altkreis Alzenau besitzt die 1898 erbaute Strecke Kahl–Schöllkrippen der damaligen Kahlgrund-Eisenbahn AG, die heute von der Westfrankenbahn betrieben wird. Alle Züge fahren seit 1997/98 nach Hanau Hauptbahnhof und schließen dort an die S-Bahn Rhein-Main an.
Von den 95 km des Gesamtnetzes sind im Kreisgebiet für den Personenverkehr 18 km stillgelegt worden:
- 1968: Obernburg-Elsenfeld – Heimbuchenthal (16,8 km Gesamtlänge, davon 3 km im Landkreis)
- 1974: Aschaffenburg Süd – Höchst/Odenwald (15 km)

#### Schifffahrt
Durch den Landkreis verläuft der Main, der als Bundeswasserstraße ausgebaut ist und von Kleinostheim bis Kahl am Main die Landkreisgrenze und die Grenze zu Hessen bildet.

### Wirtschaft

#### Ansässige Unternehmen
(Auswahl)
- f.a.n. frankenstolz
- Basler Fashion
- Penta Chemikalien
- Hyundai World Rally Team
- Leybold Optics
- Nukem Technologies, Alzenau
- Mindjet, Alzenau

#### Banken
Im Landkreis gibt es noch eine selbständige Bank.
- Raiffeisenbank Waldaschaff-Heigenbrücken eG[12]

Des Weiteren haben diese Banken Zweigstellen im Landkreis:
- Sparkasse Aschaffenburg-Alzenau
- Frankfurter Volksbank[13]
- Unicredit Bank[14]

### Bildung

#### Schulen
Im Landkreis Aschaffenburg befinden sich 35 Grundschulen, 15 Mittelschulen, vier Realschulen und drei Förderzentren. Die beiden Gymnasien des Landkreises sind das Spessart-Gymnasium Alzenau und das Hanns-Seidel-Gymnasium in Hösbach. Letzteres ist Teil des Schulzentrums Hösbach, zusammen mit der Astrid-Lindgren-Grundschule, der Mittelschule, der Staatlichen Realschule, der Dr. Albert-Liebmann-Schule für Sprachförderung und der Pestalozzischule für Lernförderung.
Weitere Bildungseinrichtungen sind drei Volkshochschulen mit Sitz in Alzenau, Aschaffenburg und Mömbris sowie sieben kommunale und zahlreiche weitere Musikschulen.

#### Bibliotheken
In den Gemeinden des Landkreises gibt es insgesamt 42 Bibliotheken, deren zentrale Institution das Bibliothekszentrum in Hösbach ist.

## Gemeinden
(Einwohnerzahlen vom 31. Dezember 2024)
| Stadt Alzenau (18.034) Märkte 1. Goldbach (9857) 2. Großostheim (15.873) 3. Hösbach (13.046) 4. Mömbris (11.202) 5. Schöllkrippen (4136) 6. Stockstadt a.Main (7837) Gemeindefreie Gebiete (197,56 km², unbewohnt) 1. Forst Hain im Spessart (21,10 km²) 2. Heinrichsthaler Forst (26,76 km²) 3. Rohrbrunner Forst (39,05 km²) 4. Rothenbucher Forst (34,89 km²) 5. Sailaufer Forst (14,36 km²) 6. Schöllkrippener Forst (18,09 km²) 7. Waldaschaffer Forst (23,12 km²) 8. Wiesener Forst (20,19 km²) | Weitere Gemeinden 1. Bessenbach (5425) 2. Blankenbach (1485) 3. Dammbach (1938) 4. Geiselbach (2080) 5. Glattbach (3186) 6. Haibach (8019) 7. Heigenbrücken (2207) 8. Heimbuchenthal (2140) 9. Heinrichsthal (819) 10. Johannesberg (4079) 11. Kahl a.Main (8457) 12. Karlstein a.Main (7590) 13. Kleinkahl (1803) 14. Kleinostheim (8360) 15. Krombach (2048) 16. Laufach (5075) 17. Mainaschaff (8721) 18. Mespelbrunn (2193) 19. Rothenbuch (1680) 20. Sailauf (3555) 21. Sommerkahl (1256) 22. Waldaschaff (4106) 23. Weibersbrunn (1752) 24. Westerngrund (1968) 25. Wiesen (1018) | Verwaltungsgemeinschaften 1. Heigenbrücken mit den Mitgliedsgemeinden Heigenbrücken und Heinrichsthal 2. Mespelbrunn mit den Mitgliedsgemeinden Dammbach, Heimbuchenthal und Mespelbrunn 3. Schöllkrippen mit den Mitgliedsgemeinden Blankenbach, Kleinkahl, Krombach, Schöllkrippen (Markt), Sommerkahl, Westerngrund und Wiesen |

## Gemeinden des Landkreises vor der Gebietsreform 1971/78
Vor der Gebietsreform hatte der Landkreis Aschaffenburg 32 Gemeinden (siehe Liste unten). (Die Gemeinden, die es heute noch gibt, sind fett geschrieben):

Landkreis Aschaffenburg, Gemeindegrenzenkarte von 1961

| frühere Gemeinde   | heutige Gemeinde   | heutiger Landkreis      |
| ------------------ | ------------------ | ----------------------- |
| Dörrmorsbach       | Haibach            | Landkreis Aschaffenburg |
| Gailbach           | Aschaffenburg      | Aschaffenburg           |
| Glattbach          | Glattbach          | Landkreis Aschaffenburg |
| Goldbach           | Goldbach           | Landkreis Aschaffenburg |
| Großostheim        | Großostheim        | Landkreis Aschaffenburg |
| Grünmorsbach       | Haibach            | Landkreis Aschaffenburg |
| Haibach            | Haibach            | Landkreis Aschaffenburg |
| Hain im Spessart   | Laufach            | Landkreis Aschaffenburg |
| Heigenbrücken      | Heigenbrücken      | Landkreis Aschaffenburg |
| Heimbuchenthal     | Heimbuchenthal     | Landkreis Aschaffenburg |
| Hessenthal         | Mespelbrunn        | Landkreis Aschaffenburg |
| Hösbach            | Hösbach            | Landkreis Aschaffenburg |
| Johannesberg       | Johannesberg       | Landkreis Aschaffenburg |
| Keilberg           | Bessenbach         | Landkreis Aschaffenburg |
| Kleinostheim       | Kleinostheim       | Landkreis Aschaffenburg |
| Krausenbach        | Dammbach           | Landkreis Aschaffenburg |
| Laufach            | Laufach            | Landkreis Aschaffenburg |
| Mainaschaff        | Mainaschaff        | Landkreis Aschaffenburg |
| Mespelbrunn        | Mespelbrunn        | Landkreis Aschaffenburg |
| Oberafferbach      | Johannesberg       | Landkreis Aschaffenburg |
| Oberbessenbach     | Bessenbach         | Landkreis Aschaffenburg |
| Obernau            | Aschaffenburg      | Aschaffenburg           |
| Sailauf            | Sailauf            | Landkreis Aschaffenburg |
| Steinbach          | Johannesberg       | Landkreis Aschaffenburg |
| Stockstadt am Main | Stockstadt am Main | Landkreis Aschaffenburg |
| Straßbessenbach    | Bessenbach         | Landkreis Aschaffenburg |
| Unterafferbach     | Goldbach           | Landkreis Aschaffenburg |
| Waldaschaff        | Waldaschaff        | Landkreis Aschaffenburg |
| Weibersbrunn       | Weibersbrunn       | Landkreis Aschaffenburg |
| Wenighösbach       | Hösbach            | Landkreis Aschaffenburg |
| Wintersbach        | Dammbach           | Landkreis Aschaffenburg |
| Winzenhohl         | Hösbach            | Landkreis Aschaffenburg |

## Schutzgebiete
Im Landkreis gibt es 13 Naturschutzgebiete, sieben Landschaftsschutzgebiete, 36 Geotope und sechs ausgewiesene FFH-Gebiete (Stand August 2016).
Siehe auch:
- Liste der Naturschutzgebiete im Landkreis Aschaffenburg
- Liste der Landschaftsschutzgebiete im Landkreis Aschaffenburg
- Liste der FFH-Gebiete im Landkreis Aschaffenburg
- Liste der Geotope im Landkreis Aschaffenburg

## Kfz-Kennzeichen
Ab 1. Juli 1956 wurde dem Landkreis bei der Einführung der bis heute gültigen Kfz-Kennzeichen das Unterscheidungszeichen AB zugewiesen. Es wird durchgängig bis heute ausgegeben.
Bis in die 1990er-Jahre erhielten Fahrzeuge aus dem Altkreis Alzenau Kennzeichen mit den Buchstabenpaaren KA bis NZ und den Zahlen von 100 bis 999.
Seit dem 11. Juli 2013 ist aufgrund der Kennzeichenliberalisierung auch das Unterscheidungszeichen ALZ (Alzenau) erhältlich.

## Sport
2021 bewarb sich der Kreis zusammen mit Alzenau als Host Town für die Gestaltung eines viertägigen Programms für eine internationale Delegation der Special Olympics World Summer Games 2023 in Berlin. 2022 wurde er als Gastgeber für Special Olympics ausgewählt. Damit wurde er Teil des größten kommunalen Inklusionsprojekts in der Geschichte der Bundesrepublik mit mehr als 200 Host Towns.